# Порок (албум)
Порок је други студијски албум српске певачице Катарине Живковић. Издат је 13. децембра 2017. за Grand Production. Снимљени су музички спотови за све песме, а за песму А ти ме не видиш појавио се мистер Србије, манекен Милош Мићовић, а у споту за песму Браво срећо, браво његов брат манекен Марко Мићовић.

## Списак песама
| №   | Назив              | Текст               | Музика            | Трајање |  |
| 1.  | Порок              | Дивна Миловановић   | Дивна Миловановић | 3:30    |  |
| 2.  | Кајем се           | Јована Радосављевић | Дејан Костић      | 3:51    |  |
| 3.  | Џокер              | Јована Радосављевић | Близанци          | 3:30    |  |
| 4.  | Јаче од живота     | Дивна Миловановић   | Дивна Миловановић | 3:01    |  |
| 5.  | Браво срећо, браво | Маринко Стамболија  | Дејан Костић      | 3:13    |  |
| 6.  | Истина             | Јована Радосављевић | Ненад Близанац    | 3:20    |  |
| 7.  | Ти ме не видиш     | Гордана Гвозденовић | Павле Радуловић   | 3:45    |  |
| 8.  | Гори све           | Јована Радосављевић | Дејан Костић      | 3:20    |  |
| 9.  | Може ти се, може   | Виолета Михајловска | Никола Бардак     | 2:57    |  |
| 10. | Ради ме бол        | Јована Радосављевић | Дејан Костић      | 3:21    |  |